# 戸田誠之助
戸田 誠之助（とだ せいのすけ、1959年1月15日 - ）は、日本の情報工学者。
日本大学文理学部情報科学科教授（2016年4月時点）。多項式階層と複雑性クラス#Pの関係 ("PP is as hard as the polynomial-time hierarchy," SIAM J. Computing 20 (1991), 865-877.) に関する研究で、極東初の1998年ゲーデル賞を受賞。

## 経歴
- 1982年3月 - 電気通信大学電気通信学部計算機科学科卒業
- 1984年3月 - 電気通信大学大学院電気通信学研究科計算機科学専攻(修士課程）修了
- 1984年4月 - 文部省国文学研究資料館研究情報部助手
- 1988年 - 電気通信大学電気通信学部情報工学科助手
- 1990年 - カリフォルニア大学サンタバーバラ校客員研究員
- 1991年 - 東京工業大学理学博士学位取得　論文名は Computational Complexity of Counting Complexity Classes（数え上げ問題の計算量クラスの計算複雑さ）
- 1992年 - 電気通信大学電気通信学部情報工学科助教授
- 1992年 - ウルム大学客員研究員
- 1995年 - 日本大学文理学部応用数学科助教授
- 1998年7月 - 1998年ゲーデル賞受賞
- 1998年11月 - 第12回日本IBM科学賞受賞